# Skokan Blythův
Skokan Blythův (Limnonectes blythii) je žába z čeledi Dicroglossidae a rodu Limnonectes. Druh popsal belgicko-britský přírodovědec George Albert Boulenger roku 1920.

## Výskyt
Skokan Blythův se vyskytuje v jihovýchodní Asii, přičemž jeho areál výskytu se táhne od poloostrova Zadní Indie přes Malajský poloostrov až po Velké Sundy (jako ostrov Sumatra). Nalezen byl i na některých přidružených ostrovech, jako je Singapur, Phuket, Langkawi, Penang, Tioman, Anambaské ostrovy a Natunské ostrovy. Skokan Blythův tak s velkou pravděpodobností nepředstavuje jediný druh, ale spíše širší druhový komplex blízce příbuzných skokanů.
Skokan Blythův se běžně vyskytuje podél řek a potoků v nížinných lesích, ale lze jej nalézt také v horských lesích a narušených stanovištích.

## Popis

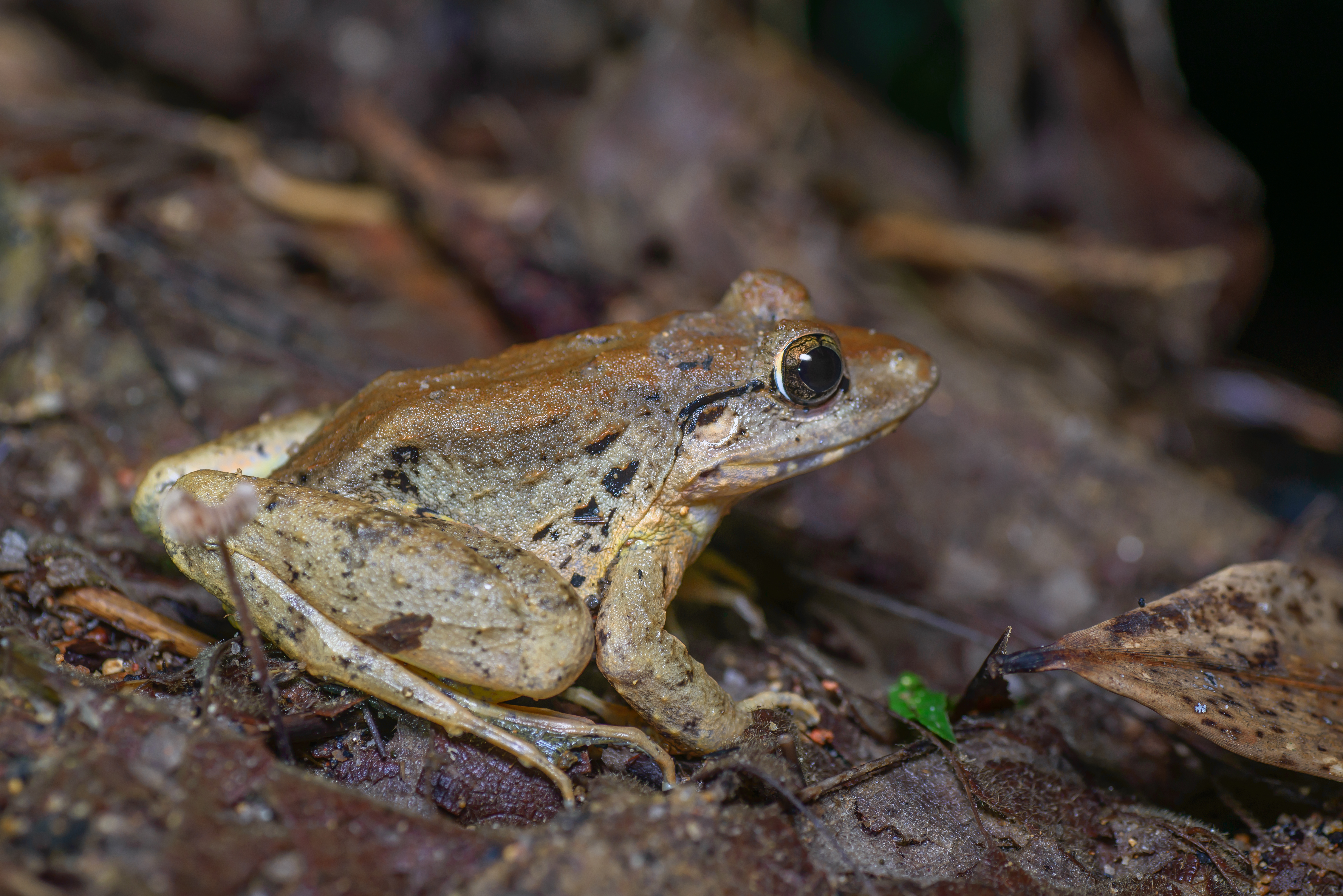
Subadultní jedinec, Národní park Khao Sok, Thajsko

Skokan Blythův je mohutná žába, jež může dosahovat impozantní hmotnosti až 1 kg. Samice jsou větší než samci, mohou dorůstat velikosti asi 26 cm, zatímco velikost samců se pohybuje kolem 12,5 cm. Hlava je oválná a úzká, delší než širší, s výrazným bubínkem (tympanem). Samci postrádají rezonanční měchýřek.
Kůže je na první pohled hladká a může mít rozmanité zbarvení; v tomto případě je nutné pamatovat na fakt, že skokan Blythův představuje spíše komplex blízce příbuzných druhů, nikoli jediný druh. Svrchní partie jsou hnědé, černohnědé nebo olivově hnědé, někdy rezavé nebo načervenalé, často se světlým pruhem, jenž se táhne od čenichu až k zadní části těla. Končetiny jsou hnědé, mnohdy se síťováním nebo jiným podobným vzorem. Břicho má krémové či žluté zbarvení.

## Chování
Díky své velikosti je skokan Blythův poměrně zdatným lovcem; živí se červy, hmyzem a jinými bezobratlými, ale dovede přemoci i jiné žáby, či dokonce malé hady. Rozmnožování může probíhat celoročně. Samice klade vajíčka do pohárovitého hnízda, které je vybudováno samcem v blízkosti vodního toku. Zajímavé je, že samci skokana Blythova nevábí samice aktivním kvákáním, jaké je typické pro většinu žab – podobné reklamní volání („advertisement call“) však bylo naopak pozorováno u samic. Jde možná o důsledek toho, že samci jsou v jiných ohledech extrémně teritoriální; samičí volání tak může samci signalizovat, že žába vstupující na jeho území je družka připravená k páření, a nikoli konkurenční samec.

## Ohrožení
Hlavní hrozbou je lov pro maso a v určité míře i pro mezinárodní obchod se zvířaty. Na tyto problémy se v některých oblastech nabaluje také mýcení lesních stanovišť. Celkový populační trend je podle Mezinárodního svazu ochrany přírody (IUCN) klesající, početnost skokanů v jednotlivých regionech se však místně liší. Žáby jsou obecně nejhojnější v nepřístupných oblastech, kde nejsou vystaveny pronásledování ze strany člověka. Celkově je tento druh navzdory ohrožujícím faktorům pokládán za málo dotčený (2024).